# Distrito de Manjakandriana
Manjakandriana es un distrito de la región de Analamanga, en la isla de Madagascar, con una población estimada en julio de 2014 de 209 688 habitantes.
Se encuentra ubicado en el centro de la isla, a poca distancia al norte de la capital nacional, Antananarivo.